# Тюрниц
Тюрниц (нем. Türnitz) — ярмарочная коммуна в Австрии, в федеральной земле Нижняя Австрия. 
Входит в состав округа Лилинфельд.  Население составляет 2015 человек (на 31 декабря 2005 года). Занимает площадь 145,53 км². Официальный код  —  31414.

## Политическая ситуация
Бургомистр коммуны — Франц Ауэр (АНП) по результатам выборов 2005 года.
Совет представителей коммуны (нем. Gemeinderat) состоит из 21 места.
- АНП занимает 14 мест.
- СДПА занимает 7 мест.